# Ignacio Zuloaga

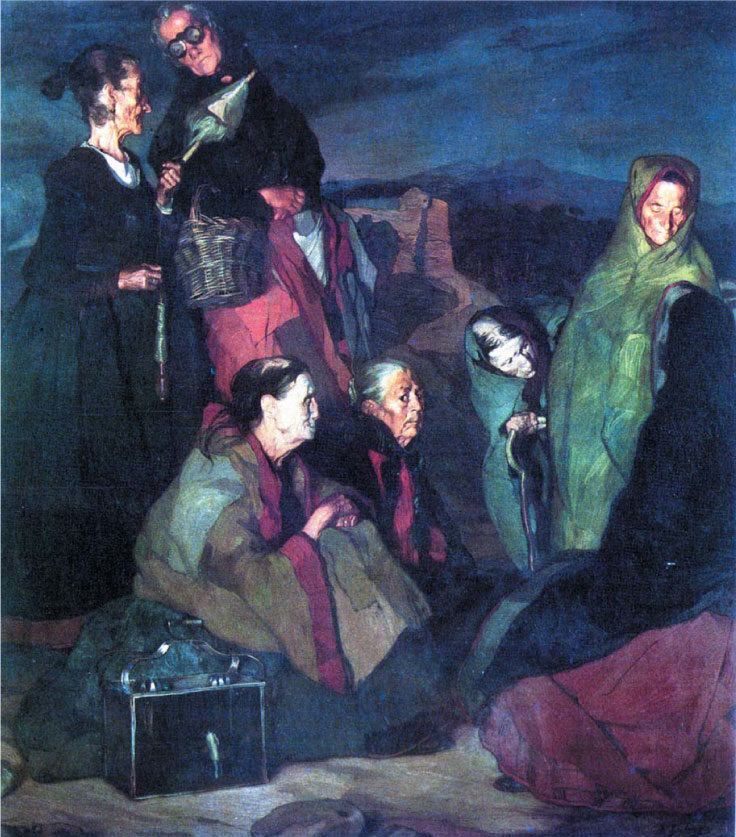
Las brujas de San Millan (1907)

Ignacio Zuloaga (celým jménem Ignacio Zuloaga y Zabaleta; 26. července 1870, Éibar, Gipuzkoa, Baskicko – 31. října 1945, Madrid) byl španělský malíř období impresionismu.

## Život
Ignacio Zuloaga byl synem zlatníka Plácida Zuloagy a jeho ženy Lucíi Zamory Zabalety. Rodina emigrovala kolem roku 1871 do francouzské obce San Juan de Luz. Vzdělání se mu dostalo u jezuitů. Roku 1891 odešel za studiem architektury do Říma, avšak zakrátko se rozhodl věnovati malbě. O rok později odcestoval studovat na École des Beaux-Arts do Paříže. V umělecké čtvrti Montmartre si pronajal ateliér, kde také žil. Během krátké doby se seznámil s nejznámějšími městskými umělci, mezi které tehdy náleželi např. Edgar Degas, Paul Gauguin, Auguste Rodin, či Henri de Toulouse-Lautrec.
Dne 18. května 1899 se v Madridu oženil s Venentine Dethomas, sestrou svého přítele a také malíře Maxima Dethomase. Narodily se jim dvě děti, Lucía (* 15. květen 1902) a Antonio (* 10. leden 1906).
Zemřel v Madridu roku 1945.

## Galerie

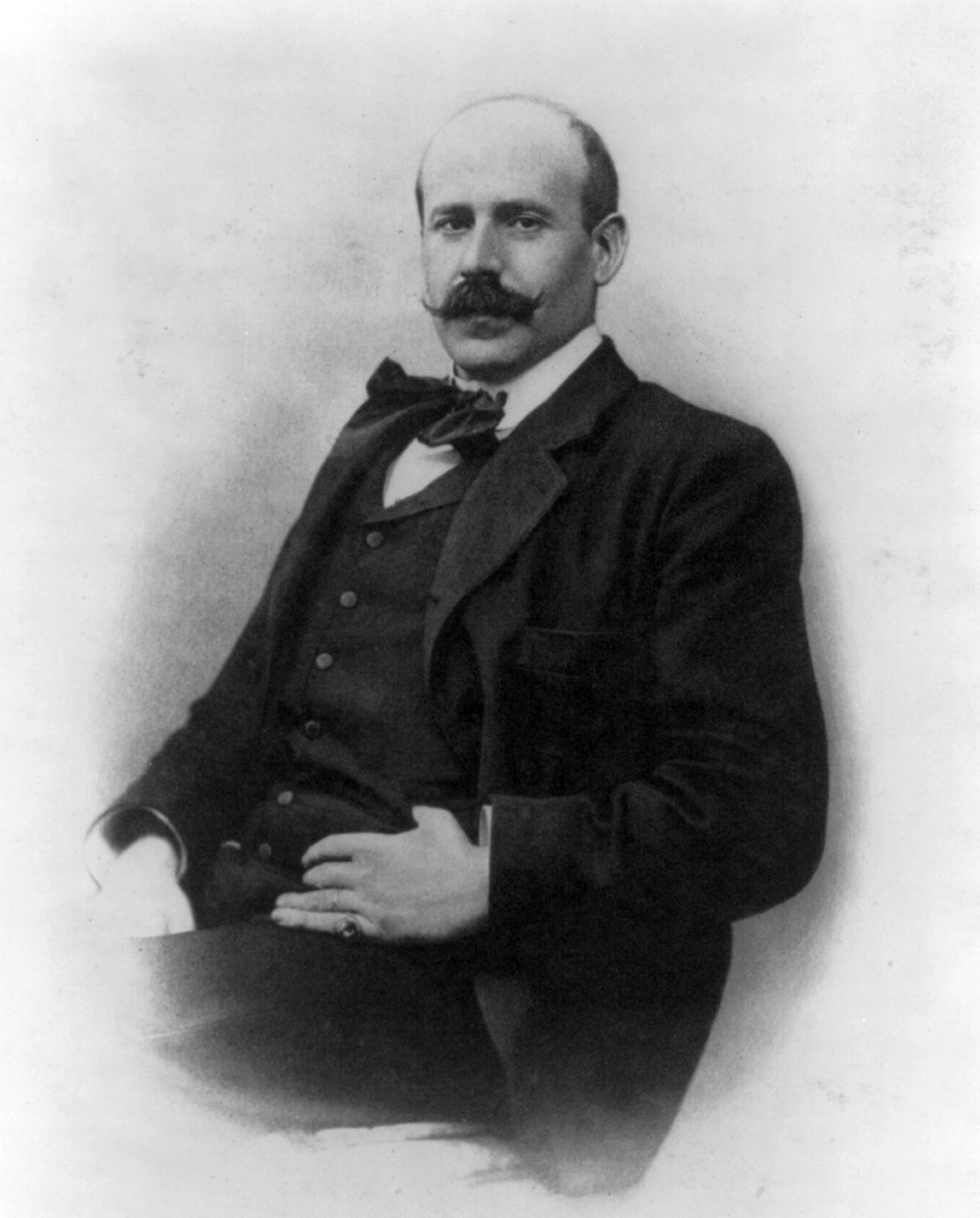
Ignacio Zuloaga
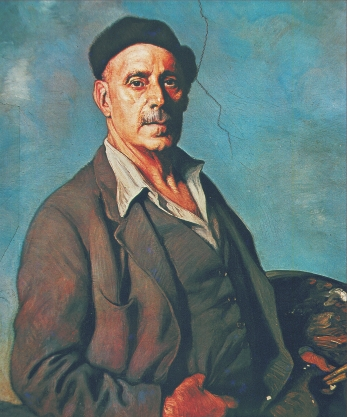
“Autorretratua”, autoportrét autora
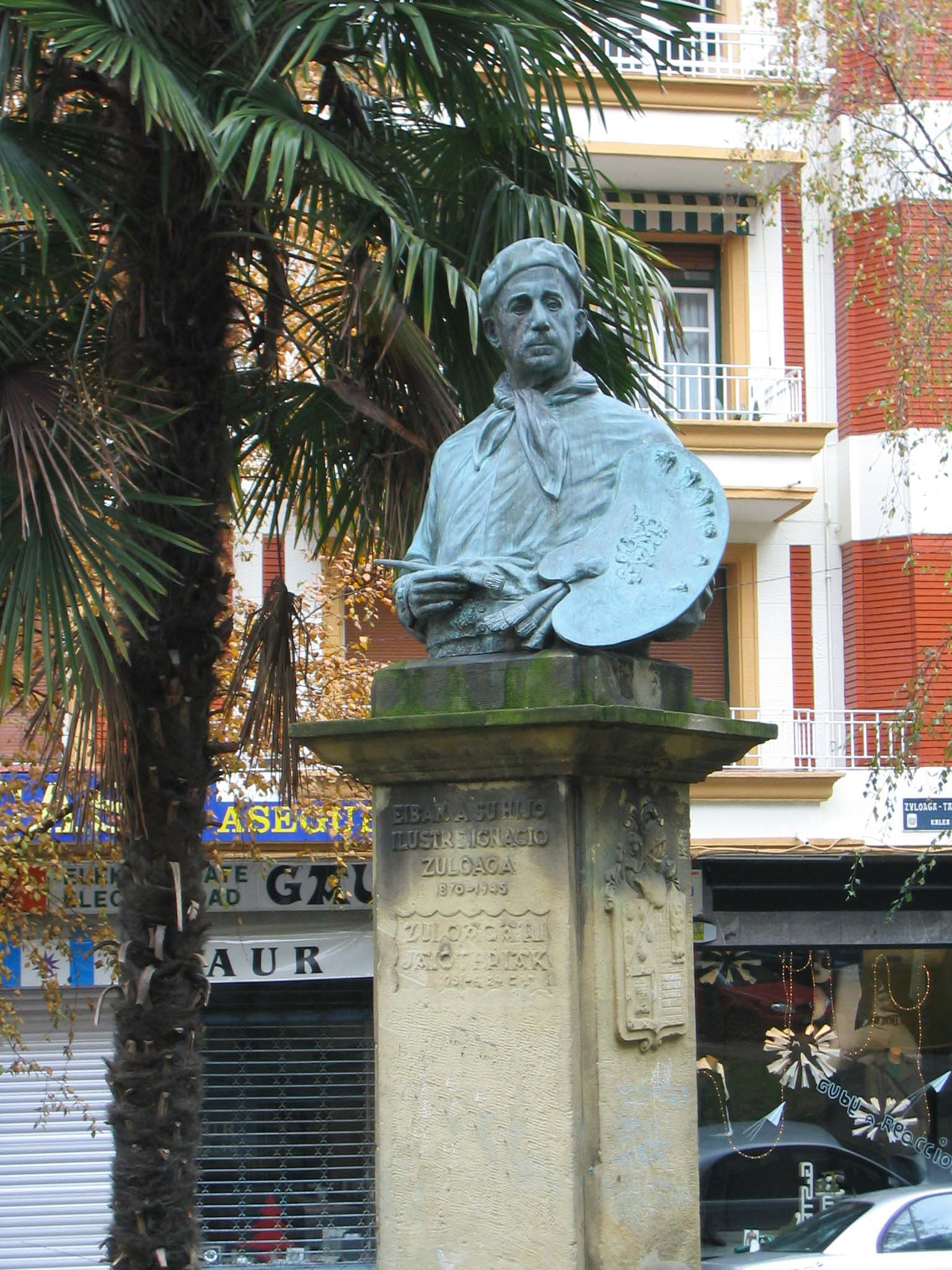
Socha v rodném Éibaru, Baskicko
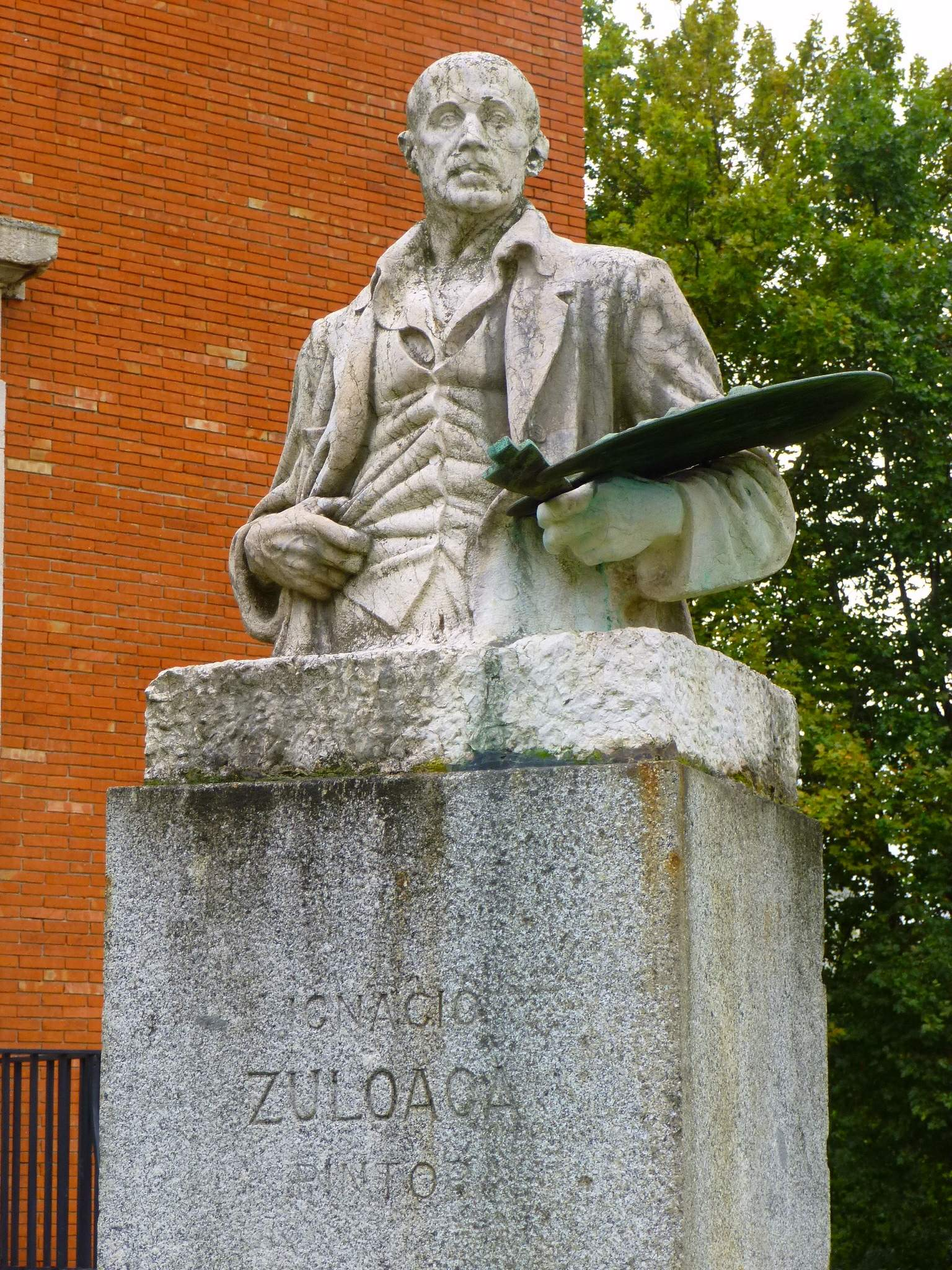
Socha v baskickém Bilbau
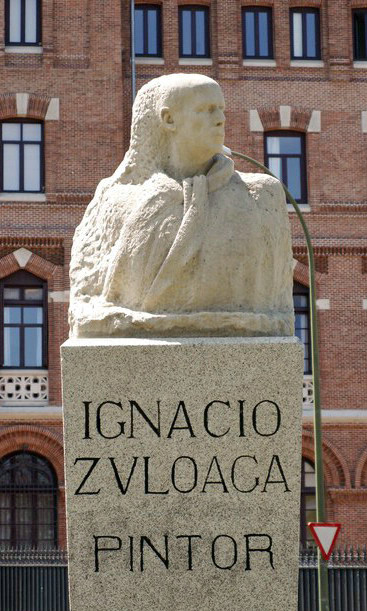
Socha umělce v Madridu